# Алексеевка (Владимирская область)
Алексе́евка — деревня в Ковровском районе Владимирской области России, входит в состав Ивановского сельского поселения.

## География
Деревня расположена в 7 км на северо-запад от центра поселения села Иваново и в 22 км на юг от райцентра города Ковров близ автодороги М-7 «Волга».

## История
В конце XIX — начале XX века деревня входила в состав Великовской волости Ковровского уезда, с 1926 года — в составе Клюшниковской волости. В 1859 году в деревне числилось 8 дворов, в 1905 году — 8 дворов, в 1926 году — 11 дворов.
С 1929 года деревня входила в состав Павловского сельсовета Ковровского района, с 1940 года — в составе Ивановского сельсовета, с 1972 года — в составе Павловского сельсовета, с 2005 года — в составе Ивановского сельского поселения.

## Население
| 1859 | 1905 | 1926 | 2002 | 2010 | 2021 |
| ---- | ---- | ---- | ---- | ---- | ---- |
| 50   | ↘17  | ↗49  | ↘6   | ↘0   | ↗8   |